# Івано-Франківське обласне суспільно-культурне товариство «Надсяння»
Івано-Франківське обласне суспільно-культурне товариство «Надсяння» — засноване в 1993.
Засновником і головою товариства до самої своєї смерті у 2013 був заслужений діяч мистецтв України Керниця Григорій Володимирович - викладач-методист Івано-Франківського державного музичного училища імені Д. В. Січинського.
Товариство співпрацює з Перемишльським відділенням Організації українців Польщі, організовує відвідини могил предків з нагоди релігійних і державних свят.
Входить до Об'єднання товариств депортованих українців «Закерзоння».